# Tahuantinsuyo
Tahuantinsuyo (Tawantinsuyu in lingua aymara e quechua moderne) è il nome originale, in lingua quechua antica, dato dal popolo inca e dalla storiografia all'insieme unitario di territori governati dalla monarchia incaica.
Il termine si riferisce alla divisione territoriale dell'Impero Inca in quattro suyo o regioni, che erano vagamente identificati con le quattro direzioni dei punti cardinali e che confluivano nella capitale, Cusco, origine delle quattro direzioni, delle quattro province e centro dell'Universo secondo la cosmovisione andina. Il termine deriva dalla parola quechua tahua che significa "quattro", alla quale si appone il suffisso -ntin (giunto, congiunto) e dalla parola suyo che significa regione. Infatti, Tahuantinsuyo vuol dire Le quattro regioni unite.
In talune circostanze, il significato del termine "Tahuantinsuyo" è stato usato come nome di un periodo della storia di determinati paesi (principalmente Perù e Bolivia). Nella storia del Perù tuttavia si è soliti usare principalmente l'espressione Impero Inca, piuttosto che Tahuantinsuyo, per questo periodo storico.
Tuttavia è sicuramente utile chiarire che il termine Tahuantinsuyo non era il nome dello stato o della nazione come noi oggi li concepiamo, ma piuttosto un equivalente del territorio secondo la concezione andina della redistribuzione, più che del possesso, della terra.

| Suyu                         | Wiphala | Mappa | Descrizione |
| ---------------------------- | ------- | ----- | --- |
| Chinchaysuyo (Chinchay suyu) |         |       | - Ubicazione: Area nord-est della capitale (Cusco). - Gruppo: Hanan -alto- (Hanansuyo, Hanan suyu). - Note: Era la regione principale.                   |
| Antisuyo (Anti suyu)         |         |       | - Ubicazione: Nei pressi della foresta nord-est a di Cusco. - Gruppo: Hanan -alto- (Hanansuyo, Hanan suyu). - Note: Confinava con la foresta amazzonica. |
| Contisuyo (Kunti suyu)       |         |       | - Ubicazione: Area nei pressi dell'attuale città di Arequipa. - Gruppo: Hurin -basso- (Hurinsuyo, Urin suyu). - Note: Era la regione più piccola.        |
| Collasuyo (Qulla suyu)       |         |       | - Ubicazione: Area a sud-est di Cusco. - Gruppo: Hurin -basso- (Hurinsuyo, Urin suyu). - Note: Era sita nell'altopiano andino.                           |